# Ouro-Baagabé
Pour les articles homonymes, voir Ouro.
Ouro-Baagabé est une localité située dans le département de Dori de la province de Séno dans la région Sahel au Burkina Faso.